# بيانا دي مونت فرنا
 بيانا دي مونت فرنا (بالإيطالية:Piana di Monte Verna) هي كومونا في مقاطعة كزرتة في منطقة كمبانية الإيطالية، وتقع على بعد 40 كيلومترًا (25 ميلًا) شمال نابولي، و 11 كيلومترًا (7 ميلًا) شمال كزرتة.